# Nintendo 3DS
A Nintendo 3DS (japánul ニンテンドー3DS, Nintendō Surī Dī Esu, rövidítve 3DS) a Nintendo 8. generációs kézi konzolja, mely Japánban 2011. február 26-án, Európában 2011. március 25-én, Észak-Amerikában 2011. március 27-én és Ausztráliában 2011. március 31-én jelent meg először a boltok polcain. A DS sorozat utóda, kompatibilis elődjével. Ez az első (és valószínűleg a 8. generációban az egyetlen) olyan kézi konzol, mely szemüveg nélkül meg tudja jeleníteni a 3D-t. Több színben kapható: Aqua Blue (kék), Cosmos Black (fekete),  Metallic Red (piros, Amerikában Flame Red-ként jelent meg), Ice White (fehér, limitált kiadás).  Típusszáma CTR-001.
A 3DS család hardvereinek forgalmazását hivatalosan 2020. szeptember 16-án szüntették meg. A Nintendo Network szolgáltatások a legtöbb régióban továbbra is aktívak maradnak; a Nintendo eShop a tervek szerint 2023 márciusának végén fog leállni.

## Hardver
A felhasználó számára elérhető belső memóriája nagyjából 1,5 GiB, melyhez egy 2 GB (~1,81 GiB) SD kártya jár alapból. Maximum 32 GB-os SD kártyát tud használni. Saját fejlesztésű, ARM alapú processzort használ. Grafikus gyorsítója egy DMP PICA200. 128 MiB FCRAM áll rendelkezésre a programok számára. Rendelkezik B és G szabványt támogató, 2,4 GHz-s WiFi antennával és IR porttal.
Kijelző: Nintendo 3DS és 2DS esetén az alsó kijelző 3 collos, a felső 3,5 collos méretű, 3DS XL esetén a felső kijelző 4,88 collos az alsó 4,18 collos.
Nintendo 2DS esetén a szemüveg nélküli 3D funkció nem elérhető.

## Egyéb modellek
A Nintendo 3DS családban két másik modell is megjelent. 

### Nintendo 3DS XL

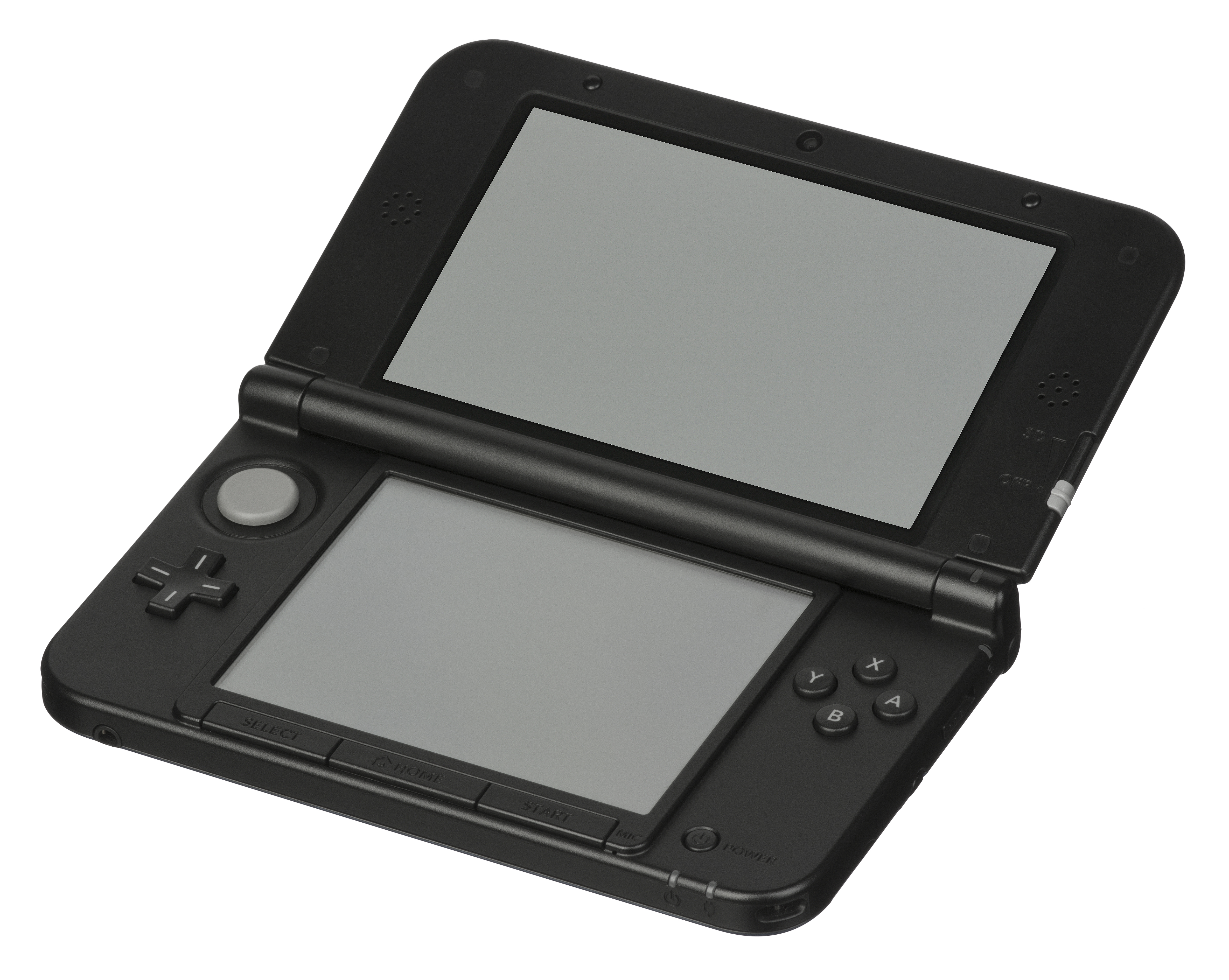
Nintendo 3DS XL

A Nintendo 3DS XL a konzol nagyobb méretű változata: 2012. július 28-án jelent meg, és az eredeti Nintendo 3DS-nél 90%-kal nagyobb képernyőkkel rendelkezik.

### Nintendo 2DS

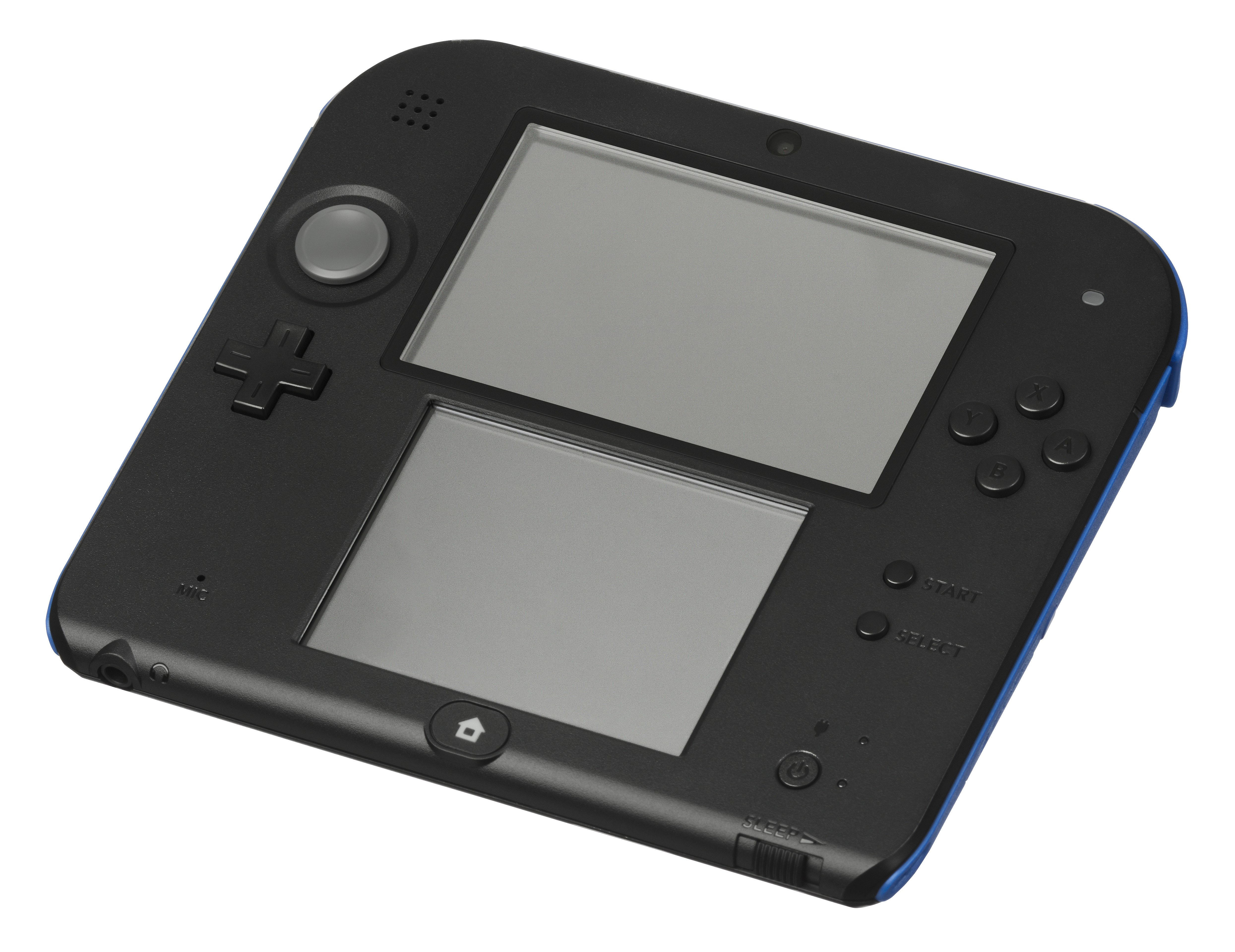
Black + Blue Nintendo 2DS

A Nintendo 2DS egy teljesen újratervezett modell; 2013. október 12-én jelent meg, és a 3DS „belépő szintű” változataként írják le. A konzol továbbra is képes a DS és 3DS játékok futtatására, azonban nem rendelkezik a 3D képmegjelenítő funkcióval – magyarul a képet csak síkban jeleníti meg – és a formája lapos, „palatábla” elrendezésű, nem nyitható.

## Kiegészítők
Jelenleg két, említésre méltó, hivatalos kiegészítővel rendelkezik. A Nintendo 3DS Wheel, mely egy kormány a Mario Kart 7-hez és a Circle Pad Pro, ami egy plusz joystick illetve 2 plusz gomb, kényelmesebb fogás jellemzi. Utóbbi kiegészítőt kezdetben kevés játék használta ki (pl.: Metal Gear Solid 3: Snake Eater, Resident Evil: Revelations, Monster Hunter 3U), mára ezek száma fokozatosan növekszik.

## Eladások
Kezdetben nem volt túl sikeres a 3DS, mivel kevés volt a konzollal együtt érkező játék és árban is magas volt, azonban köszönhetően a több kiadott modellnek és a fokozódó játékellátottságnak, mostanában a legsikeresebb konzolok között van, 65.3 milliós eladással (2016-12-31 adat).